# René Kindermann

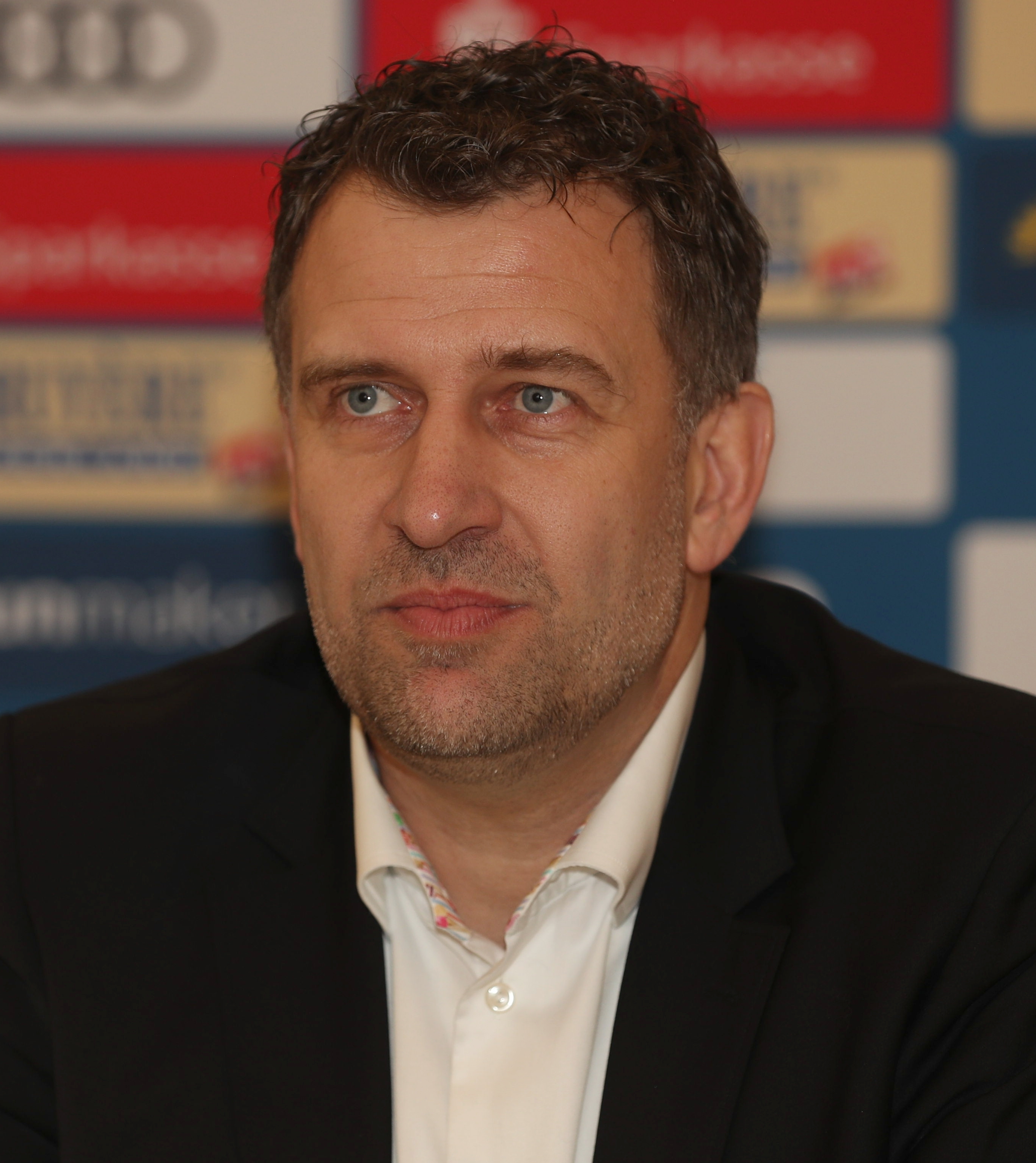
René Kindermann (2019)

René Kindermann (* 28. Juni 1975 in Bautzen, Bezirk Dresden) ist ein deutscher Journalist und Fernsehmoderator.

## Leben
René Kindermann wurde in Bautzen geboren und ist in See aufgewachsen, wo er auch zur Schule ging, von 1989 bis 1995 auf dem Friedrich-Schleiermacher-Gymnasium Niesky, wo er auch das Abitur machte. Er verbrachte einen Teil seiner Schulzeit in den Vereinigten Staaten. Dort erwarb er sein High School Diploma.
Von 1995 bis 1998 studierte er an der Technischen Universität Dresden Amerikanische Geschichte (Vereinigte Staaten).
Seine journalistische Laufbahn begann bei der Sächsischen Zeitung, wo er von 1991 bis 1995 als Redakteur und Fotograf tätig war. Sein erster Radiobeitrag ging 1993 auf Sendung.
Er moderierte Galas und Bälle sowie Talkrunden, Podiumsgespräche und Unternehmens- und Produktpräsentationen bzw. Firmenevents. Er absolvierte von 1994 bis 1998 ein Volontariat bei Radio PSR.
Von 1998 bis 2005 war er Nachrichtensprecher bei MDR 1 Radio Sachsen. Ab 2001 moderierte er den Sportteil im Sachsenspiegel beim MDR. Den Weltcup der Nordischen Kombination moderiert er seit November 2005. Seit Januar 2006 übernimmt er die Moderation der Sportsendung Sport im Osten beim MDR.
Zunächst als Vertretung für die Moderatoren des Boulevardmagazins Brisant im Ersten, übernahm er im Januar 2008 die Nachfolge von Alexander Mazza als fester Moderator des Magazins. Diesen Part gab er 2012 an Kamilla Senjo ab, moderiert aber weiterhin vertretungsweise die Sendung.
Seit 2011 moderiert er im Wechsel mit Alexander Bommes, Michael Antwerpes, Claus Lufen, Franziska Schenk und Ralf Scholt die Sportschau am Sonntag. 2012 präsentierte er gemeinsam mit Alexander Bommes die Übertragungen der Paralympischen Sommerspiele in der ARD.
Anfang des Jahres 2013 übernahm Kindermann die Moderation der Talkshow Riverboat im MDR Fernsehen von Jan Hofer und beendete dafür seine Tätigkeit bei Brisant.
René Kindermann hat aus erster Ehe mit Uta Deckow zwei Söhne und lebt in Dresden. Seit dem 9. September 2016 ist er mit Katja Fischer verheiratet. Sie brachte drei Söhne aus erster Ehe mit in die Beziehung und ist selbst die Tochter von Lutz Stützner.

## Moderationen

### Fernsehen

#### Fortlaufend
- seit 2006: Sport im Osten MDR Fernsehen
- seit 2011: Sportschau, Das Erste
- seit 2012: Brisant (vertretungsweise)
- seit 2016: MDR um 4

#### Ehemals/Einmalig
- 2001–2008: Sachsenspiegel
- 2005–2018: Sportschau live – Nordische Kombination, Das Erste
- 2008–2012: Brisant (Hauptmoderator)
- 2012: Sommer-Paralympics 2012, Das Erste
- 2013–2016: Riverboat, MDR Fernsehen

### Radio
- 1994–1998: Radio PSR
- 1998–2005: MDR 1 Radio Sachsen